# Valor propedèutic de l'esperanto
S'han dut a terme experiments sobre el valor propedèutic de l'esperanto, és a dir, la hipòtesi del fet que qui ensenye esperanto a alumnes d'idiomes de primer any, abans que inicien els seus estudis en, per exemple, francés o anglés, fa que l'aprenentatge d'estos idiomes siga més efectiu. La investigació de Helmar Frank mostra que un any d'esperanto a l'escola, que genera una capacitat comunicativa equivalent a la de 6 anys d'instrucció en un idioma europeu, accelera i millora l'aprenentatge d'uns altres idiomes. El valor propedèutic de l'esperanto fou descrit per primera vegada per Antoni Grabowski en un article del 1908. Hi ha diversos estudis fets a Nova Zelanda, Massachusetts, New York, Alemanya, Itàlia i Austràlia. Els resultats d'aquests estudis són favorables i demostren que estudiar esperanto facilita l'adquisició posterior d'una altra llengua. Això sembla a causa del fet que és més fàcil aprendre altres llengües quan ja se n'ha aprés una segona i també perquè l'ús d'una llengua auxiliar com l'esperanto, gramaticalment senzilla i culturalment neutral, elimina obstacles que sorgeixen a l'hora d'aprendre una segona llengua. Williams estudià el cas d'un grup d'estudiants europeus d'ensenyament secundari que havent aprés esperanto durant un any i després francés durant tres, van acabar amb un millor domini del francés que no pas el grup de control, que havia estudiat francés durant tots quatre anys. Hom ha obtingut resultats similars amb altres combinacions de llengües, i també en casos d'aprenentatge de llengües durant dos anys, després de sis mesos d'estudiar esperanto.